# نوک‌چنگکی لانائی

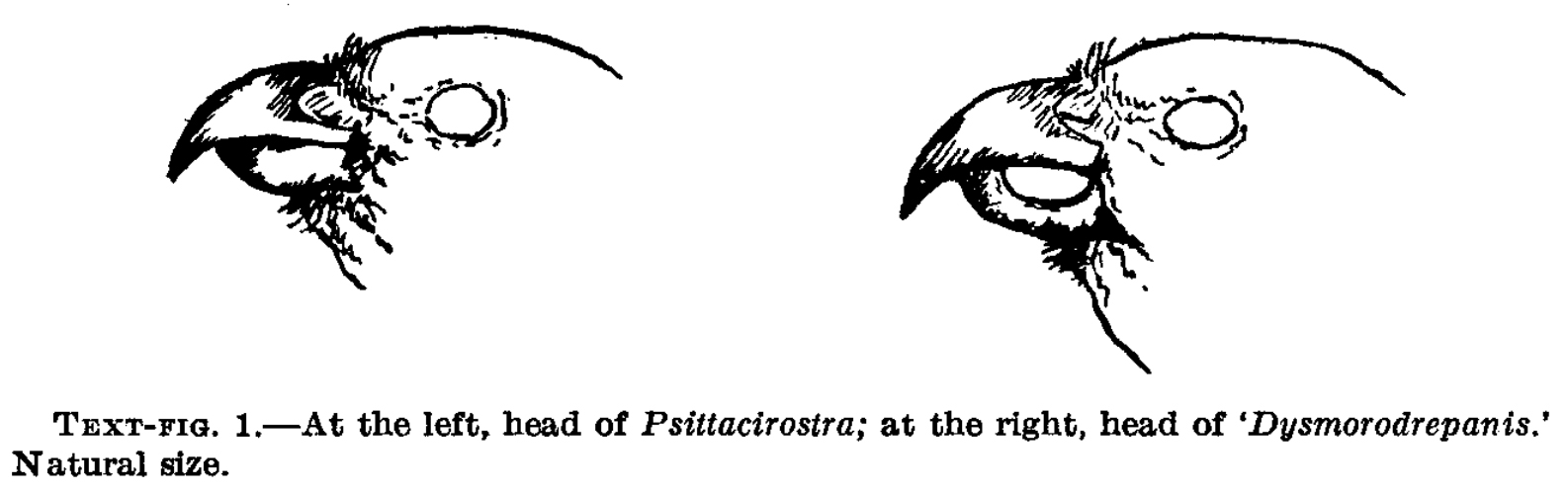
مقایسه بین سر زرینه‌سر و نوک‌چنگکی

نوک‌چنگکی لانائی (نام علمی: Dysmorodrepanis munroi) گونه‌ای منقرض‌شده از عسل‌کش‌های هاوایی است. این گونه بوم‌زاد جزیره لانائی بود و آخرین بار در بخش جنوب غربی این جزیره دیده شد. جورج سی مونرو تنها نمونه شناخته‌شده از این گونه را در سال ۱۹۱۳ جمع‌آوری کرد که در موزه برنیس پی . هیچ ثبت دیگری گزارش نشده است. آن‌ها در جنگل‌های خشک کوهستانی زندگی می‌کردند که تحت سلطه ʻ (گونه فرفیون) و ōpuhe (Urera glabra) بود. نوک‌چنگلی لانایی در سردهٔ Dysmorodrepanis تک‌نماد بود و زیرگونه شناخته‌شده‌ای نداشت. اعتقاد بر این است که نزدیک‌ترین خویشاوند آن 'ō'ū است، و برخی از نویسندگان اولیه پیشنهاد کردند که نوک‌چنگلی لانایی صرفاً یک 'ō'ū تغییر شکل یافته است. نوک‌چنگکی لانایی پرنده‌ای چاق و متوسط‌جثه با زیرتنه زیتونی مایل به سبز و زیرتنه زرد مایل به سفید کم‌رنگ بود. همچنین دارای یک نوار ابرویی زرد یا سفید و چانه و گلوی سفید بود. بال‌ها همچنین دارای یک لکه بالی سفید مشخص و آشکار بودند. ویژگی برجسته نوک‌چنگکی، نوک طوطی‌مانند سنگین آن بود که فک پایین را به‌شدت به یکدیگر قلاب می‌کرد و زمانی که منقار بسته می‌شد، فاصلهٔ بین آنها ایجاد می‌شد.